# Incendio dell'Heleanna
L'incendio dell'Heleanna è stato un sinistro marittimo avvenuto il 28 agosto 1971.

## La nave
Negli anni '60 l'armatore greco Constantino S. Efthymiadis comprò quattro petroliere svedesi per la loro conversione a navi passeggeri:
- la Maria Gorthon (rinominata Phaistos), nel 1963;
- la Soya-Margareta (rinominata Minos), nel 1964;
- la Soya-Birgitta (rinominata Sophia), nel 1965;
- la Munkedal (rinominata Heleanna), nel 1966.[2]

Quest'ultima era stata costruita nel 1954 nei cantieri Ab Götaverken di Göteborg, in Svezia, e misurava 167,37 metri in lunghezza e 20,16 in larghezza.
Dopo la riconversione le navi mantennero il loro aspetto ma per accogliere passeggeri furono dotate di cabine poste tra il ponte superiore e la sala macchine. Boccaporti furono poi aperti nelle fiancate. Le navi operarono principalmente tra il Pireo e Creta o tra Patrasso ed Ancona.
L'Heleanna, propulsa da un Motore Diesel Götaverken-MAN da 5070 KW, poteva trasportare 676 passeggeri alla velocità di 14 nodi.

## L'incendio
L'incendio dell'Heleanna, in servizio sulla rotta Ancona-Patrasso, si verificò all'alba del 28 agosto del 1971, quando una fuga di gas dai locali della cucina provocò un forte incendio.
Al momento del disastro, la nave, diretta verso Ancona con 1174 passeggeri (circa il doppio dei 620 consentiti) e circa 200 autovetture, era a 25 miglia nautiche a nord di Brindisi e a 9 miglia nautiche al largo di Torre Canne, nei pressi di Fasano. 
Delle dodici lance di salvataggio più della metà avevano gli argani bloccati e non poterono essere calate in mare. Di quelle calate, una, a causa della rottura di uno dei due cavi si ribaltò rimanendo appesa ma scaricando le donne a bordo in mare (non era nel modo più assoluto sovraccarica).
L'incidente provocò 41 vittime (25 morti e 16 dispersi) di diversa nazionalità, tra cui italiani, francesi e greci, e circa 270 feriti. La presenza a bordo di clandestini rese però impossibile conoscere in maniera certa e definitiva il numero degli scomparsi.

## Soccorsi
I soccorsi aeronavali partirono da Brindisi, Bari, Monopoli, Taranto e Grottaglie, anche con la partecipazione di alcuni pescherecci privati (Laura, Madonna della Madia, Angela Danese, Nuova Vittoria, S. Cosimo, "Caterina Tomacelli" di Trieste) che aiutarono nella ricerca dei dispersi in mare ed al soccorso dei naufraghi. L'incendio venne domato dopo molte ore. Il relitto venne rimorchiato al porto di Brindisi, dove rimase fino al 1974 nei pressi del castello Alfonsino prima di essere rimorchiato ai cantieri navali Lotti di La Spezia, trasferito a Tolone venne demolito e trasformato in chiatta.
Per l'aiuto e l'accoglienza offerti dalle città di Brindisi e Monopoli ai naufraghi dell'Heleanna, il 15 ottobre del 1972 il Capo dello Stato Giovanni Leone conferì alle due città la Medaglia d'argento al valor civile in riconoscimento dell'antica tradizione di ospitalità e di civismo delle popolazioni.

## Inchieste

Un'immagine dell'Helaanna.

Il comandante della nave, Dimitrios Anthipas, poi condannato sia dalla magistratura italiana che da quella greca per i fatti, cercò la fuga il 30 agosto del 1971, ma venne arrestato nel porto di Brindisi prima di riuscire a imbarcarsi furtivamente, insieme alla moglie, su una nave diretta in Grecia.
Le successive inchieste dimostrarono le pessime condizioni della nave e il cattivo funzionamento dei sistemi di soccorso e degli idranti antincendio presenti.
All'epoca dei fatti, e successivamente fino al 27 febbraio 1973, l'Italia rivendicava solo 6 miglia nautiche come acque territoriali; in tal senso dunque l'incidente avvenne in acque internazionali. Ciò nonostante le autorità italiane dichiararono la loro competenza a processare il comandante della nave sulla base del fatto che parte delle vittime del disastro erano certamente morte in acque territoriali italiane e almeno una era morta in ospedale a Brindisi. Dal canto loro le autorità greche si interessarono alla vicenda dal momento che la nave batteva bandiera ellenica.